# Tilly (Eure)
Tilly ist eine französische Gemeinde mit 575 Einwohnern (Stand: 1. Januar 2022) im Département Eure in der Region Normandie. Sie gehört zum Arrondissement Les Andelys und zum Kanton Les Andelys. Die Einwohner werden Tilleulois genannt.

## Nachbargemeinden
Tilly liegt etwa 67 Kilometer südöstlich von Rouen.
Nachbargemeinden von Tilly sind Vexin-sur-Epte im Norden, Osten und Westen, Heubécourt-Haricourt im Osten und Südosten sowie Vernon im Süden.

## Bevölkerungsentwicklung
| Jahr                      | 1962 | 1968 | 1975 | 1982 | 1990 | 1999 | 2006 | 2013 |
| Einwohner                 | 255  | 239  | 270  | 383  | 457  | 457  | 535  | 554  |
| Quelle: Cassini und INSEE |      |      |      |      |      |      |      |      |

## Sehenswürdigkeiten
- Kirche Saint-Martin
- Priorat von Saulseuse, Monument historique seit 2000

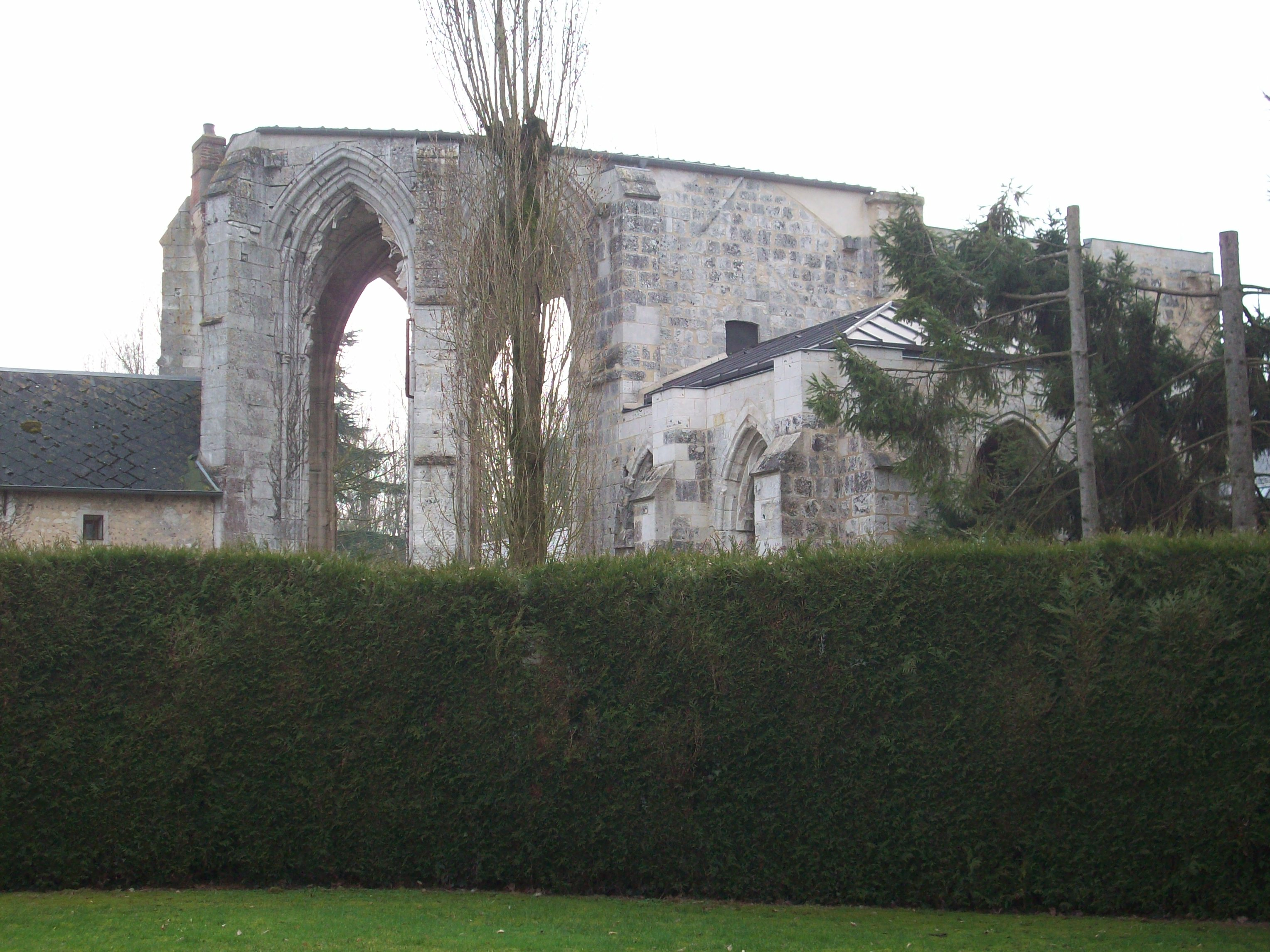
Reste des alten Priorats

- alte Kirche Notre-Dame in Corbie